# Scrophularia puberula
Scrophularia puberula är en flenörtsväxtart som beskrevs av Pierre Edmond Boissier. Scrophularia puberula ingår i släktet flenörter, och familjen flenörtsväxter. Inga underarter finns listade i Catalogue of Life.